# はくがぁる
『はくがぁる』は、テレビ朝日で2016年4月17日から2017年4月2日まで放送されていたバラエティ番組。

## 概要
毎週、夏目三久のもとに「博識な女性」=“はくがぁる" が集まり「ちょっと刺激的な」「ちょっとタメになる」秘密の女子会を開催する内容だった。
番組開始から2016年12月25日までは日曜 1:15 - 1:45（土曜深夜）枠で放送。2017年1月14日から番組終了までは放送時間を15分繰り上げて日曜 1:00 - 1:30（土曜深夜）枠での放送。

## 出演者
- 夏目三久

## ネット局
| 放送対象地域 | 放送局         | 系列           | 放送日時                     | 放送開始日     | 遅れ       | 備考  |
| ------------ | -------------- | -------------- | ---------------------------- | -------------- | ---------- | ----- |
| 関東広域圏   | テレビ朝日     | テレビ朝日系列 | 日曜 1:00 - 1:30（土曜深夜） | 2016年4月17日  | 制作局     | [ 1 ] |
| 福島県       | 福島放送       | テレビ朝日系列 | 金曜 0:55 - 1:25（木曜深夜） | 2016年4月27日  | 遅れネット | [ 2 ] |
| 長野県       | 長野朝日放送   | テレビ朝日系列 | 火曜 0:50 - 1:20（月曜深夜） | 2016年5月10日  | 遅れネット |       |
| 愛媛県       | 愛媛朝日テレビ | テレビ朝日系列 | 土曜 1:20 - 1:50（金曜深夜） | 2016年5月21日  | 遅れネット | [ 3 ] |
| 沖縄県       | 琉球朝日放送   | テレビ朝日系列 | 土曜 2:30 - 3:00（金曜深夜） | 2016年10月8日  | 遅れネット | [ 3 ] |
| 青森県       | 青森朝日放送   | テレビ朝日系列 | 日曜 1:45 - 2:15（土曜深夜） | 2016年10月30日 | 遅れネット | [ 4 ] |

### 不定期放送
- 北海道：北海道テレビ
- 岩手県：岩手朝日テレビ
- 香川県・岡山県：瀬戸内海放送
- 熊本県：熊本朝日放送

## スタッフ
- ナレーション：高田祐司
- 企画：奥川晃弘
- 構成：都築浩、樋口卓治、小杉四駆郎、上野耕一郎、梅田道人
- TM：太田憲治
- TD：渡辺晃一
- カメラ：蛯名岳文
- 音声：吉田有希
- VE：菅野明弘
- 照明：湯浅洋一
- 美術：小山晃弘
- デザイン：山下高広
- 美術進行：奥田裕美（テレビ朝日クリエイト）
- 大道具：三宅紀之
- 装飾：塚谷将朗
- CG：南治樹
- EED：川﨑剛史
- MA：大形省一（ビデオパックニッポン）
- 音響効果：矢部公英
- TK：船木玉緒
- 編成：大沢解都、北村麻美
- 宣伝：高橋夏子
- デスク：石田涼子
- 協力：東京オフラインセンター
- リサーチ：喜多あおい
- AD：大貫翔平、住友千浩、川見彩由里、箕田菜那、武田友香
- AP：河村由香（河村→途中から）、米川宝
- 制作協力：田辺エージェンシー
- ディレクター：川跡友里、岡村学、足立原円香、山本希江、真船潤、小川真紀（小川→以前はAP）
- チーフディレクター：尾形正喜（尾形→以前はディレクター）
- プロデューサー：佐宗威史、伊部千佳子
- ゼネラルプロデューサー：樋口圭介
- 制作著作：テレビ朝日

### 過去のスタッフ
- 編成：山本文隆
- デスク：内藤恵子
- AD：沼尻拓人
- チーフディレクター：片野正大